# Woburn Abbey

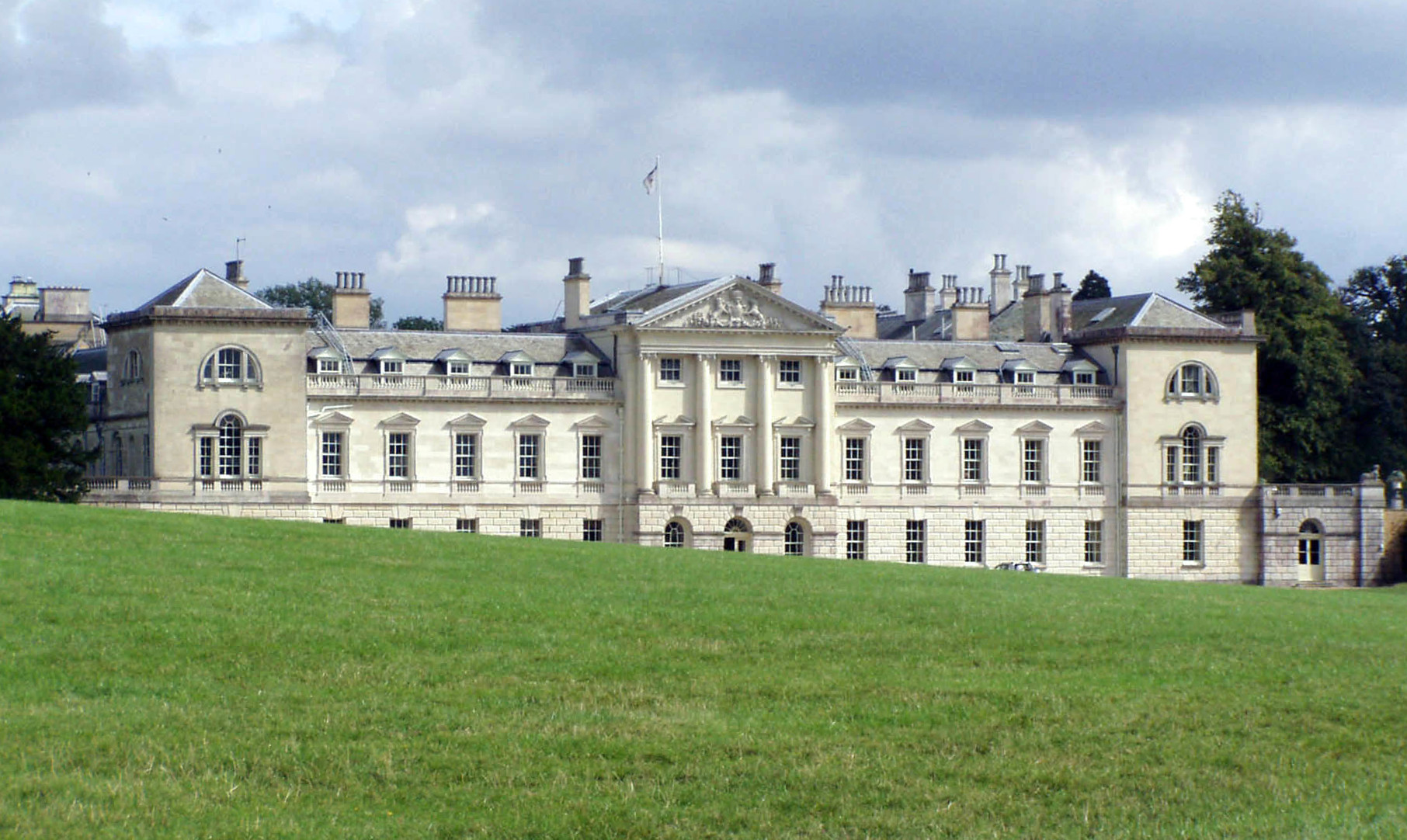
Woburn Abbey från väster

Woburn Abbey är ett slott och egendom nära Woburn i Bedfordshire. 
Ursprungligen ett cistercienserkloster, grundat under 1100-talet, beslagtogs det under reformationen och förlänades 1547 av Henrik VIII av England till John Russell, 1:e earl av Bedford.
Huvudbyggnaden byggdes om på 1740-talet av arkitekterna Henry Flitcroft och Henry Holland för John Russell, 4:e hertig av Bedford. Strax efter 2:a världskriget upptäcktes hussvamp i stora delar av slottet och hälften revs. 
Då den 12:e hertigen av Bedford dog 1953, ställdes hans son, den följande hertigen, inför att antingen lämna över slottet till the National Trust eller försöka lösa problemen själv. 
Han valde det senare och öppnade slottet och parken för allmänheten 1955. 1970 öppnades Woburn Abbey Safari Park, som gjort det mycket populärt. Slottet används också, mestadels exteriört, för diverse filminspelningar. 